# Świat w płomieniach
Świat w płomieniach (ang. White House Down) – amerykański dreszczowiec akcji z 2013 roku w reżyserii Rolanda Emmericha i wyprodukowany przez Columbia Pictures.
Światowa premiera filmu miała miejsce 28 czerwca 2013 roku. W Polsce premiera filmu także odbyła się 28 czerwca 2013 roku.

## Fabuła
Do Białego Domu wdzierają się przestępcy. Los prezydenta Stanów Zjednoczonych (Jamie Foxx) spoczywa w rękach agenta Johna Cale’a (Channing Tatum).

## Obsada
- Channing Tatum jako John Cale
- Jamie Foxx jako prezydent James Sawyer
- Maggie Gyllenhaal jako Alice Dawson
- Jason Clarke jako Emil Stenz[1]
- Richard Jenkins jako Eli Raphelson
- James Woods jako Martin Walker
- Garcelle Beauvais jako Pierwsza Dama Stanów Zjednoczonych
- Lance Reddick jako pułkownik Janowitz
- Joey King jako Emily Cale
- Rachelle Lefevre jako Melanie
- Michael Murphy jako wiceprezydent Alvin Hammond[2]
- Nicolas Wright jako Donnie Donaldson